# Иван Пауновски
Иван Димитров Пауновски е български писател, редактор, преводач от руски и литературен критик.

## Биография и творчество
Роден е на 10 октомври 1935 г. Завършва гимназия в родния си град през 1953 г. Следва руска филология в Ленинградския университет, където се дипломира през 1960 г.
Работи като редактор във вестник „Литературни новини“ в периода 1961-1964 г., и в издателство „Народна култура“ в периода 1964-1973 г. От 1973 г. е завеждащ отдел в сп. „Пламък“. Член е на Съюза на българските писатели.
За пръв път публикува свои работи през 1961 г. Сътрудник е на всички централни литературни издания в България. Автор е на студии, очерци, портрети, статии, есета, рецензии, предговори и др.
Книгата му „Възмездието“ дълго време не е приемана за печат, накрая след разговор с Тодор Живков излиза в Партиздат. Според историка Цочо Билярски претърпялата няколко издания книга е „написана талантливо и безспорно е увлекателна, но нея може да прочетете като пример как може да бъде оправдана една безсмислена жестокост по отношение на българската интелигенция от Народния съд“.
Иван Пауновски умира на 27 септември 1990 г. в София.

## Произведения
- „И пак да си спомниш“ (1969) – литературна критика
- „Възмездието: Документално-художествена книга за царските съветници, министрите и регентите пред Народния съд 1944-1945“ (1971, 1982, 1988) – документална повест
- „Малки неща“ (1978) – литературна критика
- „Впечатления“ (1984) – литературна критика
- „Минало несвършено“ (1985)
- „Точка Разни“ (1987) – очерци
- „Но защо?“ (1993)

### Съставител
- „Спомени за Пушкин“ (1974),
- „Българската критика за Христо Ботев“ (1983),
- „Рицар на чаровната печал: Съвременници на Иван С. Тургенев разказват“ (1987) – с Милка Минева